# Симплектичний базис
Симплектичний базис — базис симплектичного векторного простору — сукупність векторів {\displaystyle {\mathbf {e} }_{i},{\mathbf {f} }_{i}}, {\displaystyle i=1,2,...} зі симплектичного векторного простору з невиродженою білінійною формою {\displaystyle \omega }, що задовольняють умовам:
{\displaystyle \omega ({\mathbf {e} }_{i},{\mathbf {e} }_{j})=0},
{\displaystyle \omega ({\mathbf {f} }_{i},{\mathbf {f} }_{j})=0},
{\displaystyle \omega ({\mathbf {e} }_{i},{\mathbf {f} }_{j})=\delta _{ij}}.
Симплектичний базис симплектичного векторного простору завжди існує. Його можна побудувати за допомогою процедури, аналогічної процесу Грама — Шмідта. Існування базису передбачає, зокрема, що розмірність симплектичного векторного простору парна якщо вона скінченна.